# LGカップ (サッカー)
LGカップ はLGエレクトロニクスがスポンサーを務める、サッカーナショナルチームによる親善試合トーナメントである。LGエレクトロニクスはこの大会をソーシャル・マーケティングの場と捉え大会を開催している。 
第1回大会は1997年にチュニジアのチュニスで開催された。
| 年度 | 開催国           | 参加国                                                            | 会場                                                                            | 優勝             |
| ---- | ---------------- | ----------------------------------------------------------------- | ------------------------------------------------------------------------------- | ---------------- |
| 1997 | チュニジア       | - チュニジア - ナイジェリア - ザンビア - カメルーン               | Stade El Menzha (チュニス)                                                      | チュニジア       |
| 1998 | イラン           | - イラン - ジャマイカ - ハンガリー - 北マケドニア                 | アザディ・スタジアム (テヘラン)                                                 | ハンガリー       |
| 1999 | モロッコ         | - モロッコ - フランス - カメルーン - ギニア                       | Stade Mohammed V (カサブランカ)                                                 | フランス         |
| 2000 | イラン           | - イラン - 韓国 - エジプト - 北マケドニア                         | アザディ・スタジアム (テヘラン)                                                 | 韓国             |
| 2000 | アラブ首長国連邦 | - アラブ首長国連邦 - 韓国 - オーストラリア - クウェート           | アル・ナスル・スタジアム (ドバイ)                                               | アラブ首長国連邦 |
| 2001 | エジプト         | - エジプト - 韓国 - イラン - カナダ                               | カイロ国際スタジアム (カイロ)                                                   | 韓国             |
| 2001 | イラン           | - イラン - 南アフリカ共和国 - オマーン - ボスニア・ヘルツェゴビナ | アザディ・スタジアム (テヘラン)                                                 | イラン           |
| 2002 | モロッコ         | - モロッコ - アルジェリア - イラン - ベネズエラ                   | Stade Mohammed V (カサブランカ)                                                 | イラン           |
| 2002 | イラン           | - イラン - パラグアイ - モロッコ - 南アフリカ共和国               | タフティー・スタジアム (タブリーズ)                                             | イラン           |
| 2003 | ナイジェリア     | - ナイジェリア - カメルーン - イラン - ガーナ                     | アブジャ・ナショナルスタジアム (アブジャ) ラゴス・ナショナルスタジアム (ラゴス) | ナイジェリア     |
| 2003 | イラン           | - イラン - ウルグアイ - カメルーン - イラク                       | アザディ・スタジアム (テヘラン)                                                 | ウルグアイ       |
| 2004 | ナイジェリア     | - ナイジェリア - セネガル - リビア - ヨルダン                     | ラゴス・ナショナルスタジアム (ラゴス)                                           | セネガル         |
| 2004 | リビア           | - リビア - エクアドル - ヨルダン - ナイジェリア                   | トリポリ・スタジアム (トリポリ)                                                 | リビア           |
| 2005 | エジプト         | - エジプト - セネガル - エクアドル - ウガンダ                     | カイロ国際スタジアム (カイロ)                                                   | エジプト         |
| 2006 | チュニジア       | - チュニジア - ウルグアイ - ベラルーシ - リビア                   | ナショナルスタジアム (チュニス)                                                 | ウルグアイ       |
| 2011 | ケニア           | - ケニア - スーダン                                               | ンヤヨ国際スタジアム (ナイロビ)                                                 | スーダン         |
| 2011 | モロッコ         | - カメルーン - モロッコ - スーダン - ウガンダ                     | スタッド・ド・マラケシュ (マラケシュ)                                           | カメルーン       |

## 優勝回数
| チーム     | 回数 |
| ---------- | ---- |
| イラン     | 3    |
| 韓国       | 2    |
| ウルグアイ | 2    |